# Список білорусів, полеглих за Україну

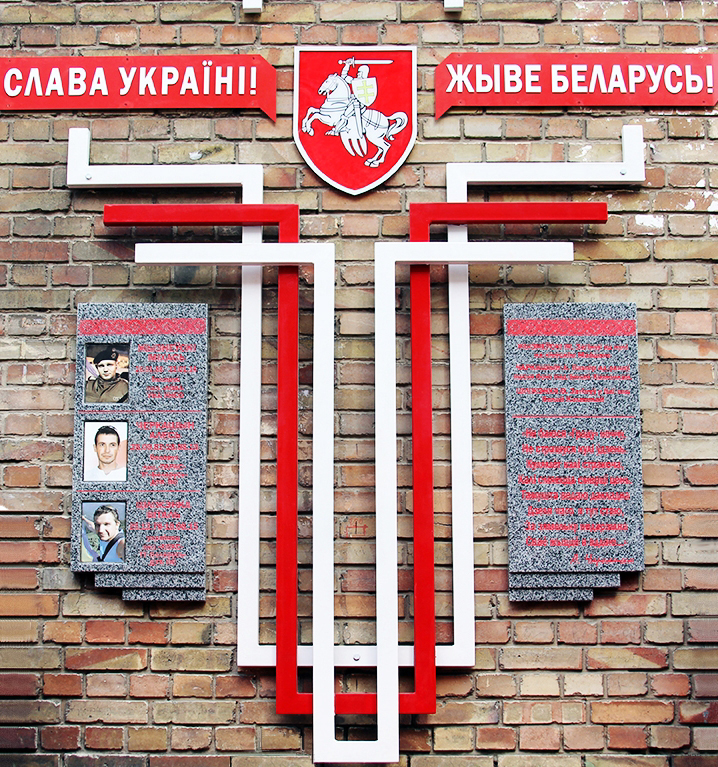
Пам'ятник білорусам, загиблим за Україну (Київ)

Білоруси, які полягли за Україну під час подій Євромайдану і російсько-української війни.

## Євромайдан
- Жизневський Михайло Михайлович — білоруський активіст Євромайдану та журналіст, кореспондент газети "Соборна Київщина", член Самооборони Майдану. Член організації УНА-УНСО, проживав у Донецьку, Кривому Розі. Останні роки свого життя прожив у Білій Церкві, Києві. Загинув під час протистоянь на вулиці Грушевського в Києві. Герой України (2017, посмертно)[1]. Перший іноземний герой України[2].

## Війна на сході України (з 2014)
| Час               | Місце              | Військове формування                                      | Ім'я               | Причина              |
| ----------------- | ------------------ | --------------------------------------------------------- | ------------------ | -------------------- |
| 31 серпня 2014    | невідоме           | 2-й батальйон спеціального призначення НГУ «Донбас»       | Василь Гончаренко  | захворювання         |
| 28 вересня 2014   | Донецький аеропорт | 79-та окрема десантно-штурмова бригада                    | Юрій Соколочка     | загинув у бою        |
| 27 листопада 2014 | Дебальцева         | 169-й навчальний центр «Десна»                            | Олександр Будзько  | загинув у бою        |
| 12 лютого 2015    | біля Логвинова     | 2-й батальйон спеціального призначення НГУ «Донбас»       | Ігор Турков        | загинув у бою        |
| 7 травня 2015     | Луганскае          | 30-та окрема механізована бригада                         | Дмитро Казачонок   | загинув у бою        |
| 28 серпня 2015    | Білий Кам'янець    | Добровольчий український корпус Тактична група «Білорусь» | Олександр Черкашин | помер від ран        |
| 8 вересня 2016    | Мар'їнка           | 10-та окрема гірсько-штурмова бригада                     | Олег Веренич       | загинув у бою        |
| 3 листопада 2016  | невідоме           | Українська добровольча армія                              | Олег Падаровський  | захворювання         |
| 13 липня 2020     | невідоме           | 137-й окремий батальйон морської піхоти                   | Микола Ілін        | потрапив під обстріл |

10 серпня 2015 року також загинув український військовий Віталій Тіліженко, який вважається засновником тактичної групи «Білорусь».

## Російське вторгнення в Україну (2022)
| Час              | Місце              | Військове формування                                                                | Ім'я                                       | Причина          |
| ---------------- | ------------------ | ----------------------------------------------------------------------------------- | ------------------------------------------ | ---------------- |
| 3 березня 2022   | Буча               | Білоруська рота територіальної оборони полку «Азов»                                 | Ілля Хренов «Ліцьвін»                      | помер від ран    |
| 13 березня 2022  | околиці Києва      | Батальйон імені Кастуся Калиновського Тактична група «Білорусь»                     | Олексій Скобля «Тур»                       | загинув у бою    |
| 26 березня 2022  | біля Ірпеня        | Батальйон імені Кастуся Калиновського                                               | Дмитро Апанасович «Тэрор»                  | помер від ран    |
| 12 квітня 2022   | Луганська обл      | 24-та окрема механізована бригада                                                   | Змитро Рубашевський «Ганс»                 | загинув у бою    |
| 24 квітня 2022   | Донецька обл       | 46-й окремий штурмовий батальйон «Донбас»                                           | Костянтин Дубила «Фэнікс»                  | загинув у бою    |
| 5 травня 2022    | Біля "Азовсталі"   | Бригада НГУ «Азов»                                                                  | Євген Логінов «Малдер»                     | загинув у бою    |
| 16 травня 2022   | невідоме           | Батальйон імені Кастуся Калиновського                                               | Павло Волат «Волат»                        | помер від ран    |
| 26 червня 2022   | біля Лисичанська   | Полк Калиновського (батальйон «Волат»)                                              | Іван Марчук «Брэст»                        | загинув у бою    |
| 26 червня 2022   | біля Лисичанська   | Полк Калиновського (батальйон «Волат»)                                              | Василь Парфенков «Сябро»                   | загинув у бою    |
| 26 червня 2022   | біля Лисичанська   | Полк Калиновського (батальйон «Волат»)                                              | Василь Грудовик «Атам»                     | загинув у бою    |
| 26 червня 2022   | біля Лисичанська   | Полк Калиновського (батальйон «Волат»)                                              | Вадим Шатров «Папік»                       | загинув у бою    |
| 28 липня 2022    | невідоме           | Полк Калиновського (батальйон «Волат»)                                              | Ім'я не розголошується на прохання родичів | загинув у бою    |
| вересень 2022    | Херсонська область | Батальйон «Терор»                                                                   | «Тед»                                      | Загинув від міни |
| 26 вересня 2022  | під Бахмутом       | Інтернаціональний легіон територіальної оборони України (Білоруський полк «Погоня») | Олексій Вещавайлов «Жнец»                  | загинув у бою    |
| 3 жовтня 2022    | Запорізька обл     | Полк Калиновського                                                                  | Ім'я не розголошується                     | загинув у бою    |
| 11 жовтня 2022   | невідоме           | Батальйон «Терор»                                                                   | Михайло Шавельський «Юнгер»                | помер від ран    |
| 7 листопада 2022 | невідоме           | Полк Калиновського                                                                  | Ім'я не розголошується                     | загинув у бою    |
| 1 квітня 2023    | Бахмутський район  | 59-та окрема мотопіхотна бригада (Тактична група «Vendetta»)                        | Данііл Ляшук «Моджахед»                    | помер від ран    |

17 січня 2025 Покровський район 2й Інтернаціональний Легіон Марія Зайцева «Одісея» загинула в бою